# Lieinix viridifascia
Lieinix viridifascia is een vlindersoort uit de familie van de Pieridae (witjes), onderfamilie Dismorphiinae.
Lieinix viridifascia werd in 1872 beschreven door Butler.